# Бурдуш кондуктер
Бурдуш кондуктер је југословенски телевизијски краткометражни филм из 1972. године. Режирао га је Драгослав Лазић а сценарио су написали Душан Кандић и Живорад Жика Лазић.

## Улоге
| Глумац                   | Улога                          |
| ------------------------ | ------------------------------ |
| Јован Јанићијевић Бурдуш | (као Јован-Бурдуш Јанићијевић) |
| Бранка Зорић             | (као Бранислава Зорић)         |